# Stanisław Ihnatowicz
Stanisław Ihantowicz ps. Stanisław, Mazurek, Jarkowski (ur. 7 lipca 1893 w Bryndziszkach na Wileńszczyźnie, zm. 22 marca 1957) – inżynier agrobiolog, działacz komunistyczny i związkowy, uczestnik rewolucji październikowej.

## Życiorys

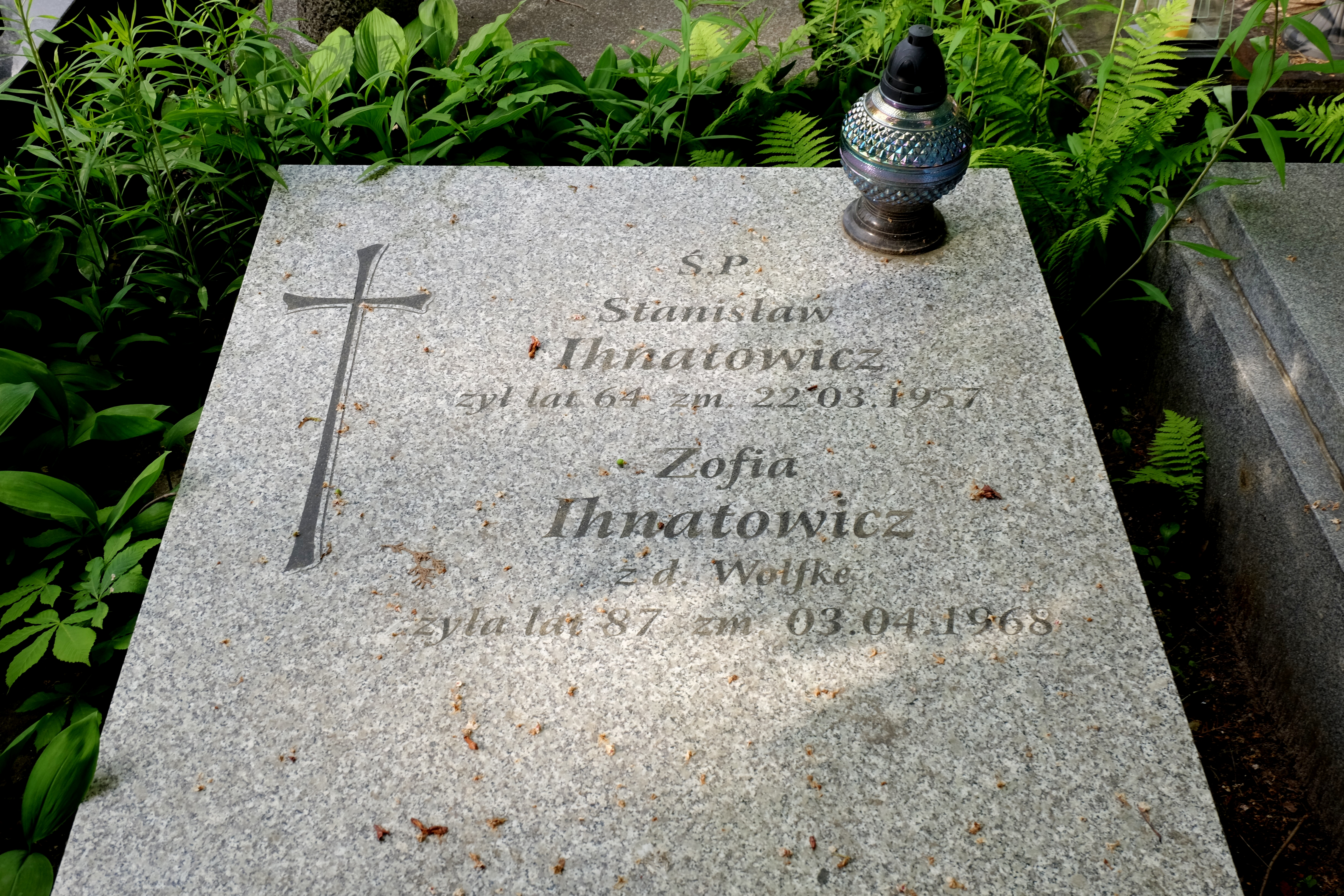
Grób Stanisława Ihnatowicza na Cmentarzu Wojskowym na Powązkach w Warszawie

Po zdaniu matury w Kownie 1914–1919 studiował w Petersburgu w Instytucie Leśnym. Członek Kasy Samopomocowej Studentów Polaków, Centralnego Komitetu Akademickiego Młodzieży Polskiej, Związku Niezależnej Młodzieży Postępowo-Niepodległościowej, Komitetu Robotniczego „Promień” i PPS-Frakcji Rewolucyjnej. W 1917 brał udział w rewolucji październikowej w Petersburgu (Piotrogrodzie). Po powrocie do kraju w marcu 1919 działał w Warszawskiej Radzie Delegatów Robotniczych. W lipcu 1919 wstąpił do PPS Opozycji. Od stycznia do czerwca 1920 więziony w Cytadeli Warszawskiej za działalność komunistyczną. Od sierpnia 1920 członek KPP, w której działał do rozwiązania w 1938. Działacz Uniwersytetu Ludowego w Warszawie, spółdzielni wydawniczej „Książka” i Związku Zawodowego Leśników Polskich. 1927–1930 dyrektor techniczny Rady Naczelnej Związku Drzewnego w Warszawie. 1931–1939 dyrektor Zrzeszenia Przemysłowców Leśnych w Warszawie. Doradca techniczny Rady Naczelnej Związku Drzewnego. Działał również w Czerwonej Pomocy. W 1945 wstąpił w Częstochowie do PPR i został inspektorem przemysłowym Administracji Lasów Państwowych w tym mieście. Organizator i prezes (od lipca do grudnia 1945) Związku Zawodowego Pracowników Leśnictwa i Przemysłu Drzewnego. 1 sierpnia 1945–14 lutego 1946 dyrektor Lasów Państwowych w Radomiu. Od końca lutego 1946 pracował w Ministerstwie Leśnictwa, gdzie był m.in. wiceprzewodniczącym Państwowej Rady Leśnictwa i pełnomocnika ministra leśnictwa do spraw upaństwowienia przedsiębiorstw  przemysłu drzewnego. 1949–1951 wykładowca na Wydziale Mechanicznym Politechniki Warszawskiej. 1 listopada 1954–16 marca 1955 wicedyrektor departamentu inwestycji w Ministerstwie Żeglugi i Gospodarki Wodnej. Napisał m.in. Cięcie lasu. Transport i składowanie drewna (1936).
Został pochowany na Cmentarzu Wojskowym na Powązkach (kwatera A30-4-14).